# 간사이 TV 월요일 밤 10시 드라마
《간사이 TV 월요일 밤 10시 드라마》(일본어: 関西テレビ制作・月曜夜10時枠の連続ドラマ)는 간사이 TV 방송(KTV·칸테레), 후지 TV 계열(FNS)에서 월요일 밤 10시 시간대(22:00 - 22:54)에 방송되는 텔레비전 드라마이다. 약칭은 『월10』。

## 개요

### 제 1시즌
1985년 10월, 후지 TV 계열에서 월요일 22시의 버라이어티 프로그램 시간대(당시는 「삼지의 사랑 러브! 폭소 클리닉」)과 화요일 22시의 드라마 테두리(당시는 「그림자의 군단 IV」)와의 교환이  이루어졌다. 이때 월요일 22시로 이행한 드라마는 《그림자의 군단 막부 말편》에서 같은 해 말까지 방송됐다.
1986년 1월부터 1994년 3월까지는 「월요일 서스펜스 시리즈」라고 칭해, 1분기마다 테마 타이틀을 제정해 1화 완결 형식의 서스펜스 드라마를 방송하고 있었다.
1994년 4월 개시의 《백색의 조건》을 시작으로, 서스펜스에 얽매이지 않는 2개월간 혹은 3개월간의 연속이 되어, 1996년 3월 방송의 《좋은 날의 여행~4번의 졸업~》를 마지막으로  월요일 22시 시간대로서의 드라마는 일단 종료해, 1996년 4월 개편으로 이 시간대에 《SMAP×SMAP》(후지 TV와 공동 제작)이 개시되어 버라이어티 프레임과 바뀌는 형태로 화요일 22시 프레임이 다시  드라마 시간대가 됐다.

### 제 2시즌
위와 같이 간사이 TV 제작 드라마 시간대는 25년 가까이에 걸쳐, 화요일에 「화요일 22시 프레임 - 21시 시간대」로서 방송해 왔지만, 2021년 10월의 개편으로 동시간대의 버라이어티 프레임(당시는 「토코로 JAPAN』)과 화요일 21시 시간대의 드라마 시간대를 바꿔 틀 교환을 하게 되어, 1996년 3월 이후 25년 반만에 월요일 22시의 드라마 테두리로서 마을 돌아가는 형태로 부활했다.
스폰서에 대해서도 체재상 화요일 21시대로 이동한 버라이어티 시간대를 교환하고 있어, 히치하이크(방송 프로그램 종료 직후에 흐르는 CM)로서 고바야시 제약의 CM이 흐르고 있다.
드라마 시간대가 되고 나서도, 정월의 3일간을 제외하고, 개편기에 1시간만의 간사이 TV 제작의 단발 버라이어티 프로그램을 방송하는 케이스가 존재한다.  다만, 2시간 이상의 간사이 TV 제작의 특별번호를 짜는 것은 극히 적다. 또한, 드라마 시간대 이행 후에도 첫회에 대해서는 확대해 방송하고 있지만, 최종화 등의 방송 시간 확대는 행해지고 있지 않다.
화요일에 연속 드라마가 방송되고 있을 때는, 최종화의 1주일 후에 특별편이 방송되는 것은 없었지만, 2022년 1월기의 《닥터 화이트》에 대해서는, 최종화의 1주일 후에 1 시간의 특별편이 방송됐다.
이 틀에서 방송되는 작품의 장르는 취향을 바꾸는 챌린지 틀을 중심으로 방송하고 있다.
시청률도 전 프로그램의 게츠쿠의 시청률의 시너지 효과가 나오고 있지만, 매 분기마다 첫회가 2자리수 「10%」로 호발진해도, 전화 평균 세대 시청률이 8%  전후에 머물기도 한다.。

## 작품 리스트

### 1986년 ~ 1993년
단발 서스펜스 드라마가 방송되고 있다.

### 1994년
- 《사랑과 의혹의 서스펜스》 (1월 10일 ~ 3월 28일)
- 《백색의 조건》 (4월 4일 ~ 5월 30일)
- 《네가 보이지 않는다》 (6월 6일 ~ 7월 25일)
- 《후쿠이 씨의 유산 상속》 (8월 1일 ~ 9월 26일)
- 《임신입니다》 (10월 10일 ~ 11월 14일)
- 《겨울의 방문자》 (11월 28일 ~ 12월 19일)

### 1995년
- 《참을 수 없다!》 (1월 9일 ~ 2월 27일)
- 《3대 결혼 이야기》 (3월 6일 ~ 3월 20일)
- 《너를 생각하는 것보다 너를 만나고 싶다》 (4월 17일 ~ 6월 26일)
- 《100억의 남자》 (7월 3일 ~ 9월 25일)
- 《임신입니다2》 (10월 16일 ~ 12월 18일)

### 1996년
- 《100억의 남자》 (1월 8일 ~ 2월 26일)
- 내일은 틀림없어좋은 날의 여행~4번의 졸업~ (3월 4일 ~ 3월 25일)

## 2021년 이후 작품 목록
여기에서는 드라마 시간대가 화요일 9시부터 이행한 2021년 10월 이후의 작품을 소개한다.

### 2021년
- 《아발란치》
  - 방송 기간：10월 18일 ~ 12월 20일
  - 주연: 아야노 고

### 2022년
- 《닥터 화이트》
  - 방송 기간：1월 17일 ~ 3월 28일
  - 주연: 하마베 미나미

- 《사랑 따위 진심으로 해서 어쩌려고?》
  - 방송 기간：4월 18일 ~ 6월 20일
  - 주연: 히로세 아리스

- 《마법의 리노베이션》
  - 방송 기간：7월 18일 ~ 9월 19일
  - 주연: 하루

- 《엘피스 -희망, 혹은 재앙-》
  - 방송 기간：10월 24일 ~
  - 주연: 나가사와 마사미

### 2023년
- 《타이틀 미정》
  - 방송 기간：1월 ~
  - 주연: 쿠사나기 쓰요시

## 같이 보기
- 후지 TV 월요일 밤 9시 드라마
- 후지 TV 목요극장